# Międzyodrze

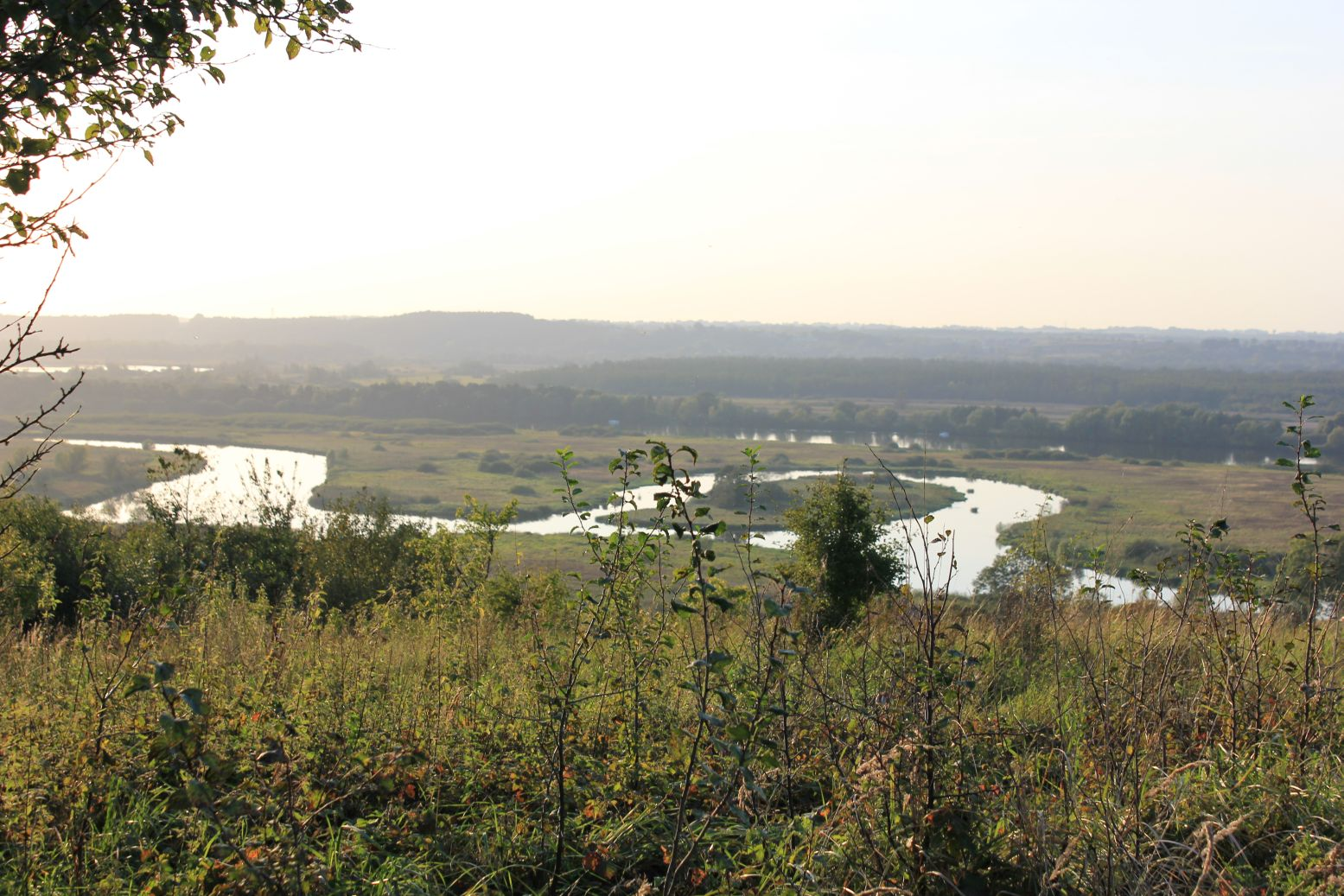
Międzyodrze pod Kluczem

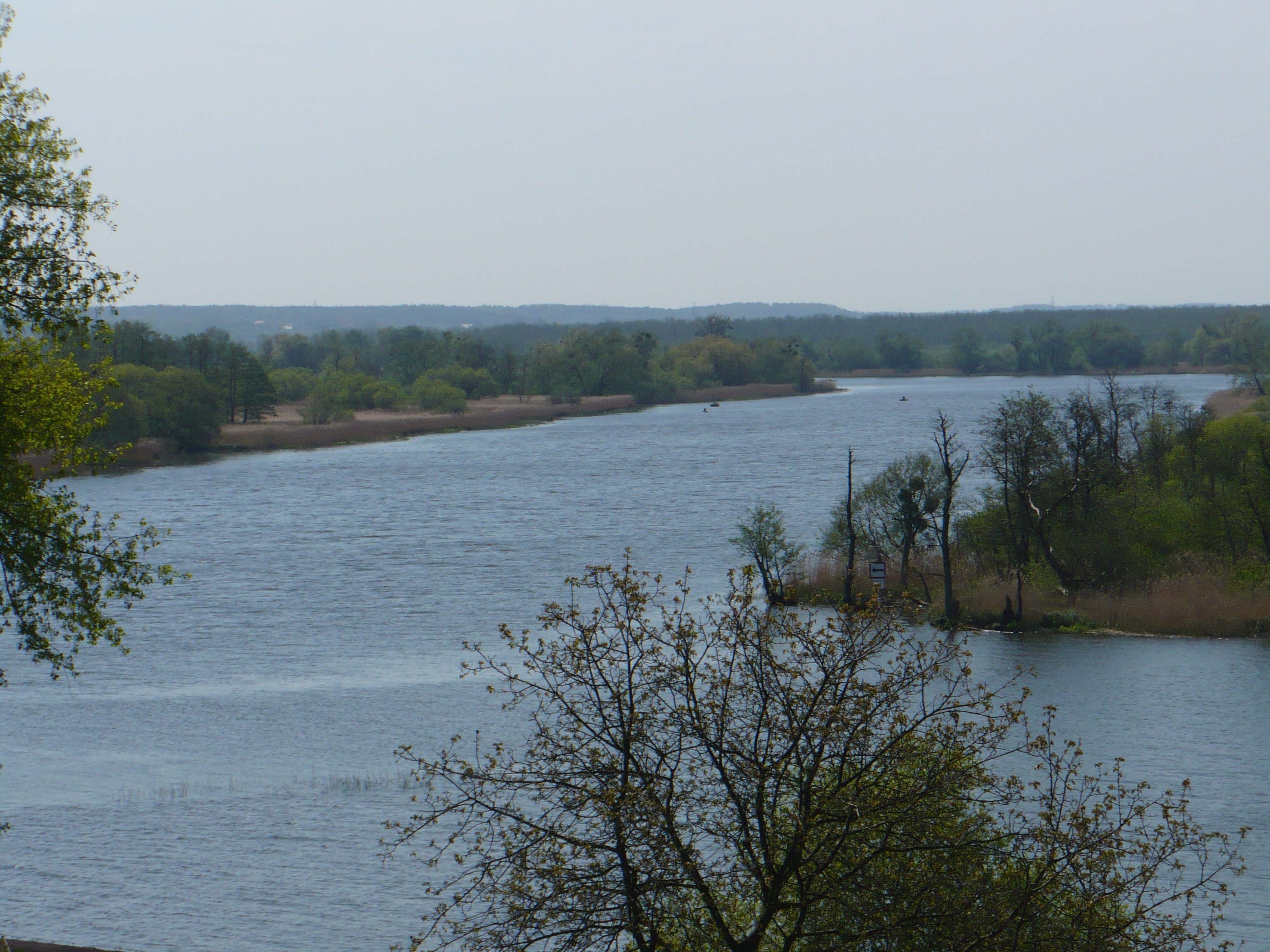
Międzyodrze pod Dziewokliczem

Międzyodrze – obszar położony w Dolinie Dolnej Odry pomiędzy dwiema odnogami rzeki Odry: Odrą Zachodnią i Odrą Wschodnią (Regalicą) na odcinku na północ od wsi Widuchowa do kanału Iński Nurt. Teren Międzyodrza obejmuje również wyspy położone pomiędzy Odrą a jeziorem Dąbie. Ponadto często zalicza się do niego obszary o podobnym charakterze położone na wschód od Regalicy, lub na zachód od Odry (np. Klucki Ostrów, Kurowskie Łęgi), mimo że nie znajdują się "między Odrami".
Na terenie Międzyodrza na południe od Kanału Leśnego utworzony został Park Krajobrazowy Dolina Dolnej Odry poprzecinany siecią kanałów.
Obszar ten jest podzielony pomiędzy 4 gminy:
- Widuchowa na południe od mostu granicznego Gryfino-Mescherin,
- Gryfino do linii wodnej wytyczonej Kanałem Wtórnym, Pławnym Nurtem i Obnicą,
- Kołbaskowo do Kanału Leśnego,
- miasto Szczecin pozostała część wraz z fragmentem wyspy Ustowskie Mokradła (patrz także: Międzyodrze-Wyspa Pucka).

Tereny szczecińskiego Międzyodrza w związku z budową portu Szczecin i ułatwieniem żeglugi na Odrze, zostały dość znacznie zmienione poprzez wykopanie wielu kanałów lub zasypanie części rzek, co doprowadziło do zmiany linii brzegowej lub nawet rozdzielenia części wysp.
Największe wyspy Międzyodrza to: Dębina, Czarnołęka, Radolin, Mewia Wyspa, Gryfia, Ostrów Grabowski, Łasztownia, Kępa Parnicka, Ostrów Mieleński, Wielka Kępa, Mieleńska Łąka, Wyspa Pucka, Zaleskie Łęgi, Siedlińska Kępa oraz Klucki Ostrów, Sadlińskie Łąki i Czapli Ostrów. Dwie ostatnie leżą pomiędzy Regalicą a jeziorem Dąbie Małe. Poza granicami Szczecina znajdują się Kurowskie Łęgi, Ustowskie Mokradła, Stare Pło, Wielki Ostrów, Wielkie Bagno Kurowskie i Krzaczasta.
Najważniejsze cieki to Parnica (obecnie kanał), Duńczyca, Kanał Leśny (Kanał Odyńca), Skośnica, Obnica, Święta i Żeglica (Kanał Żeglarski).
Ponad Międzyodrzem zbudowano następujące mosty drogowe i drogi (od południa): zniszczony most w Gartz (same filary, trasa nieprzejezdna), most graniczny Gryfino-Mescherin, autostrada A6, ulica Floriana Krygiera (Autostrada Poznańska) (z mostami: Pomorzan i Gryfitów oraz nieczynnymi Świerczewskiego i 1. Armii Wojska Polskiego), nad Odrą Zachodnią: Trasa Zamkowa i ul. Energetyków (Most Długi), nad Regalicą: Most Cłowy i Most im. Pionierów Miasta Szczecina oraz nad Parnicą: Most Portowy i w pobliżu Stoczni Remontowej Pomerania.
Nad Międzyodrzem znajduje się także 6 mostów kolejowych: 2 od dworca Szczecin Główny do Portu Centralnego, oraz łączące: Port Centralny z Łasztownią, posterunki Wstowo i Dziewoklicz oraz 2 nad Regalicą w kierunku Zdrojów i Podjuch (zwodzony).
Nieistniejące mosty nad Odrą Zachodnią i Regalicą: Most Kłodny (poprzednik Trasy Zamkowej), most kolejowy przez wyspę Siedlińską Kępę, Most Dworcowy (wszystkie 3 zburzone ok. 1945 r.), tymczasowy most Baileya, most kolejowy przy Dworcu Głównym istniejący do ok. 1870 r.